# 赤塔區

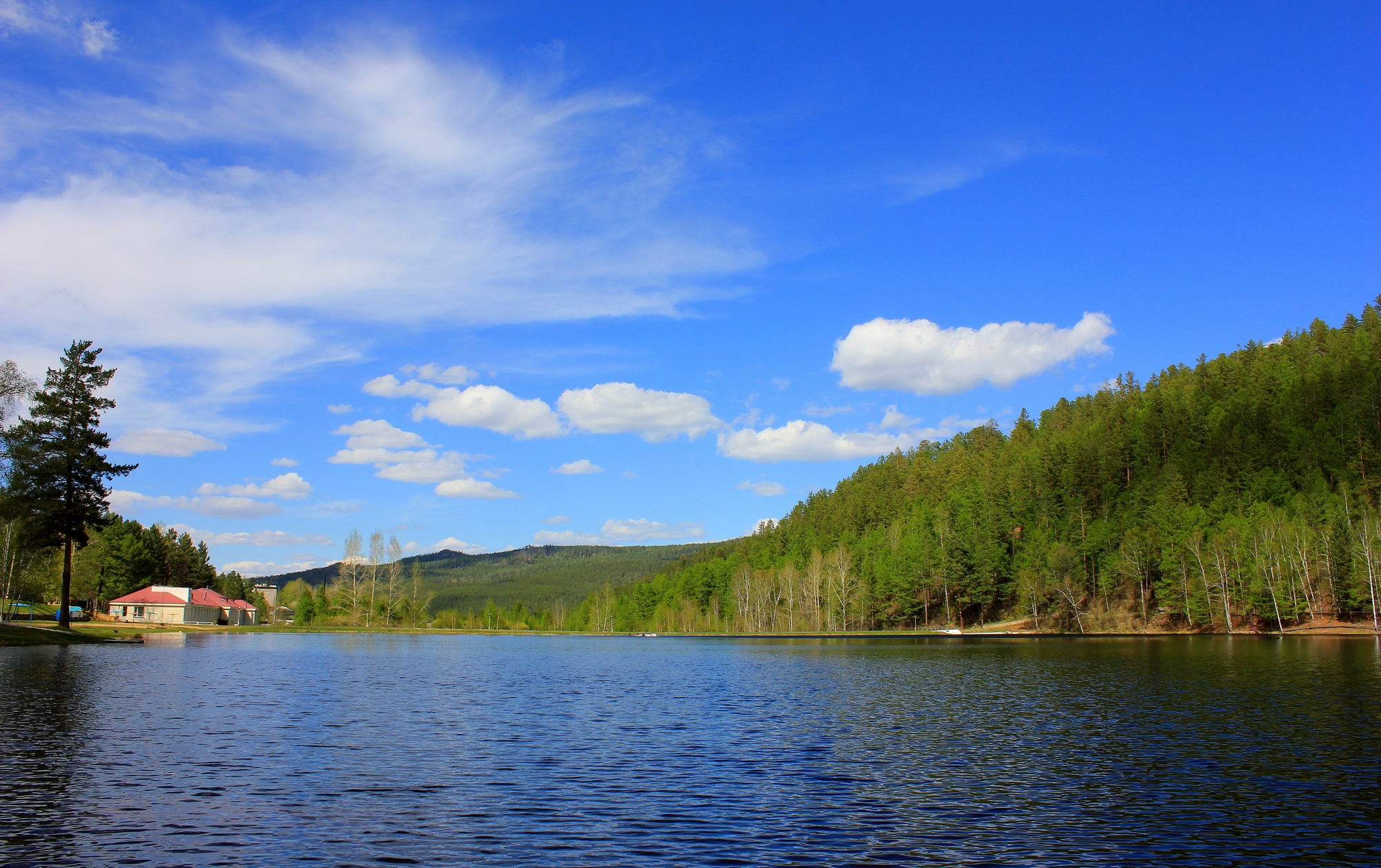

52°08′56″N 113°39′40″E / 52.149°N 113.661°E
赤塔區（俄语：Читинский район），是俄羅斯的一個區，位於該國西部，由外貝加爾邊疆區負責管轄，始建於1937年9月26日，面積16,100平方公里，2010年人口64,642，人口密度每平方公里4.02人。